# Всесвіт Метро 2033
«Всесвіт Метро 2033» — міжнародна книжкова серія, романи та оповідання різних авторів, що продовжують і доповнюють романи Дмитра Глуховського "Метро 2033 ", «Метро 2034» та «Метро 2035». У цій серії, що існує з 2009 року, беруть участь початківці та професійні письменники країн СНД, України, Великої Британії, Італії, Польщі та Франції.
У «Всесвіті Метро 2033» описується як Москва, так і інші регіони світу, причому значна частина подій відбувається в метрополітенах, де ті, хто вижив, сховалися під час ядерної війни, але з часом не можуть повернутися на поверхню через постійне радіаційне тло на ній.

## Створення та розвиток серії
«Всесвіт Метро 2033» був запущений Дмитром Глуховським спільно з видавництвом «АСТ». Перший роман — " Метро 2033: Дорожні знаки " за авторством Володимира Березіна — вийшов у продаж у грудні 2009 року . З 2012 року книги серії випускаються редакційно-видавничим гуртом «Жанри» видавництва «АСТ».
У 2011 році розпочато випуск перекладних та оригінальних іноземних видань видавництвами різних країн. Приміром, до дистрибуції романів приєдналося польське видавництво Insignis Media, італійське Multiplayer Edizioni, угорське Európa Publishing, німецьке Random House, французьке L'Atalante.
З 2011 по 2016 рік на офіційному сайті книжкової серії відбувалося щорічне інтернет-голосування «Найкраща книга Всесвіту», під час якого читачі обирали найкращу книгу з тих, хто вийшов у продаж російською мовою в рамках «Всесвіту Метро 2033» за минулий рік. Представники видавництва «АСТ» вручали переможцям нагороди в рамках публічних заходів. З 2017 року захід повністю перенесено до офіційної спільноти проекту у соціальній мережі " ВКонтакте ".
З 2014 року по 2016 рік видавництво «АСТ» випускало колекційні видання з трьох романів «Всесвіт Метро 2033» в одній книзі. З 2016 по 2019 рік випускалися комплекти по три звичайні книги в одній коробці.

## Опис світу
За сюжетом книг серії, 6 липня 2013 року розпочалася Третя світова війна, в ході якої через масштабне застосування зброї масової поразки (насамперед ядерної та біологічної) загинула більша частина людства. Навіть через двадцять років після ядерної війни на поверхні здебільшого спостерігається високий рівень радіації, який не дозволяє людині перебувати там без засобів захисту. Поверхня густо населена усілякими мутантами, що мутували із звичайних видів внаслідок застосування біологічної зброї. Більшість мутантів агресивно налаштована стосовно людини.
Війна призвела до масштабних змін клімату та рельєфу планети: так, у Західній Європі почався новий льодовиковий період, Сахара перетворилася на непрохідні джунглі, Венеціанська лагуна висохла, а Кримський півострів відокремив від материка Донську протоку. Також, можливо, затонув Японський архіпелаг .
Люди, що вижили, сховалися в підземних притулках (системах метрополітену і бункерах), а також у місцях з низьким рівнем радіоактивності, пізніше згуртовуючись в громади за географічними або ідеологічними ознаками. Кількість людей, що вижили, на 2033 рік становить близько кількох сотень мільйонів. Громади тих, хто вижив або ізольовані один від одного, або мають контакти тільки з найближчими сусідами. Між деякими громадами по поверхні курсують торговці-караванщики у складі добре озброєних моторизованих караванів. Як універсальна валюта, як правило, використовуються патрони.

## Твори
На даний момент у серії видано понад 110 книг, серед яких романи та збірки оповідань.

## Відгуки преси
Автори російського журналу «Світ фантастики», рецензуючи ранні книги серії, оцінювали твори переважно позитивно. Вони зазначали, що тексти романів та його стилістика, загалом, перебувають у стабільно високому рівні, і відверто слабких книжок у серії немає, як і раніше, що у ній беруть участь зокрема непрофесійні автори. Однак, на думку журналу, книги «Всесвіту» здебільшого «скроєні за єдиною міркою» і надто схожі одна на одну: «герой вирушає в подорож, служить для читача гідом підземним світом, зустрічає в ході квесту друзів і ворогів, знаходячи вміння та знання, а під завісу або рятує світ, або пізнає якусь істину, здатну вплинути на майбутнє».
Євген Михайлов, оглядач від російського інтернет-журналу Darker, у своїй рецензії роману «Метро 2033: Коріння небес» написав, що, незважаючи на пояснювальні записки Дмитра Глуховського, які передують ранні книги серії та характеризують їх чудовими епітетами, «на ділі ж під глуховськими фантиками найчастіше ховається або смугастий виріб авторів-початківців, або добре збитий, але абсолютно стерильний у плані художньої цінності текст „проектного“ автора». Як виняток Михайлов назвав роман «Коріння небес», що є темою статті і отримав позитивний відгук.